# Сумеречная саламандра
Сумеречная саламандра (лат. Eurycea lucifuga) — хвостатое земноводное из семейства безлёгочных саламандр. Один из 32 видов ручьевых саламандр, обитающих на востоке Северной Америки. 

## Описание
Общая длина тела 10—20 см, из которых 60—65 % приходится на хвост. Окраска сверху яркая оранжевая или красновато-оранжевая с многочисленными мелкими темно-бурыми и черными округлыми пятнышками, на боках часто объединёнными в короткие продольные полоски, брюшная сторона однотонная белая или желтоватая. На боках 14—15 междуреберных углублений. Самцы отличаются более развитыми усиками. Молодые саламандры имеют более бледную, желтоватую окраску и более короткий хвост.

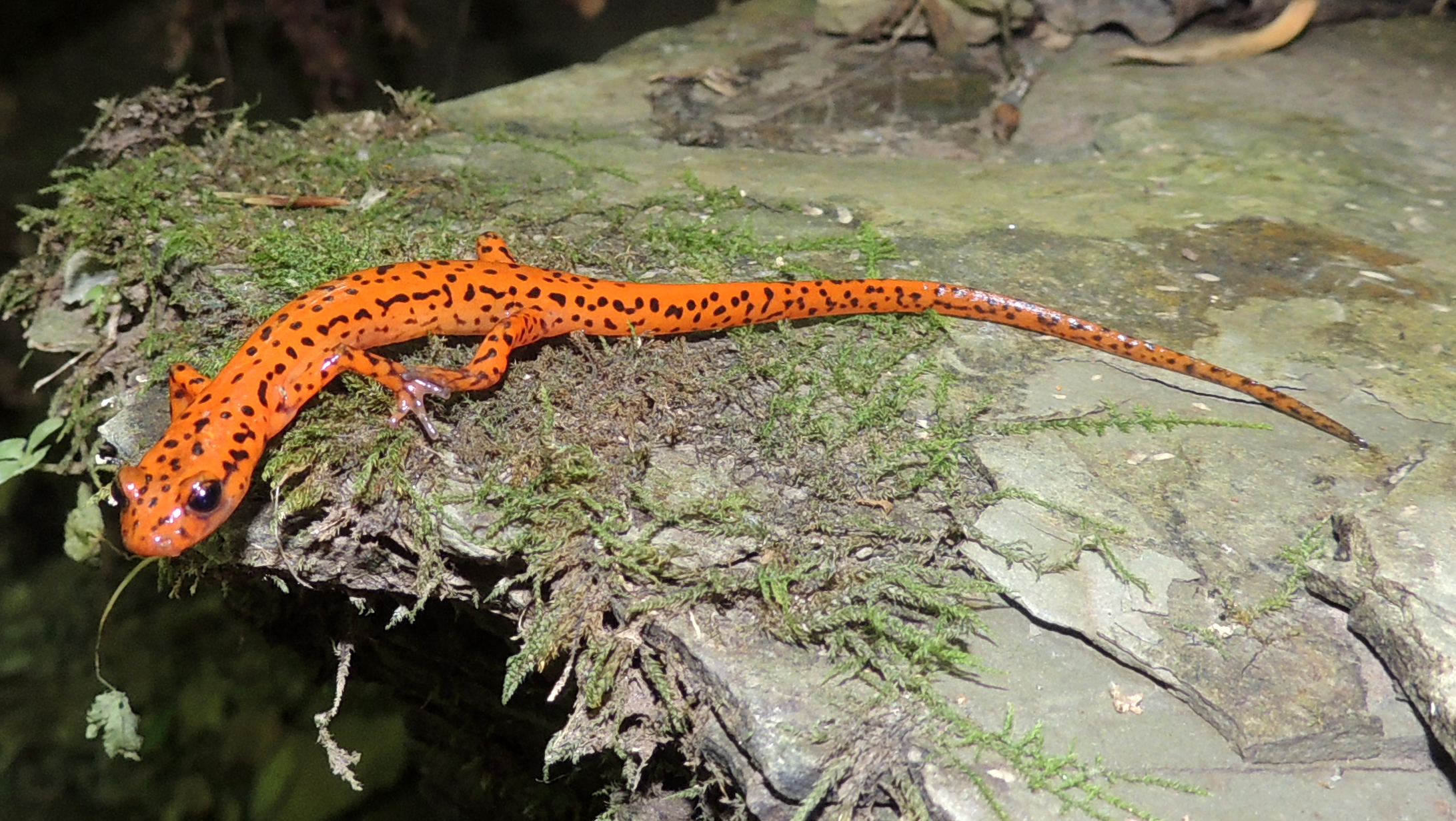

## Ареал и места обитания
Сумеречная саламандра распространена на юго-востоке Северной Америки в восточных штатах США от северо-востока Оклахомы на западе ареала до севера Вирджинии на востоке и от запада и центра Индианы на севере до центра Алабамы на юге. Ареал охватывает известняковое плато Озарк (кроме центральной части) и плато Камберленд (кроме северной части) с прилегающими окрестностями и южные Аппалачи. Обитает в скалистых районах с выходами известняка и пещерами. Встречается на лесистых и открытых участках вблизи пещер (обычно известняковых), скалистых расщелин и обрывов, вокруг ручьев под влажными камнями и бревнами. Троглофильный вид. В пещерах обычно придерживается входа, но встречается и на сотни метров в глубине пещер, далеко за пределами их сумеречной зоны. Хорошо лазает по стенкам пещер, используя свой длинный цепкий хвост.

## Биология
Вне пещер днем скрывается в укрытиях, выходя только с наступлением сумерек. Во влажную погоду появляется и в дневное время. Размножаются с июня по ноябрь в периоды спада воды. Продолжительный сезон размножения позволяет делать несколько кладок за сезон. Икру откладывают в пещерных ручьях и озерцах, а также скалистых водотоках за пределами пещер. В одной кладке от 49 до 87 икринок. Личинки вылупляются около 17,5 мм длиной. В пещерных водоемах личинки остаются до зимы или ранней весны, когда уровень воды в водоемах повышается и они переплывают в более крупные ручьи, где остаются до завершения метаморфоза.

## Фото

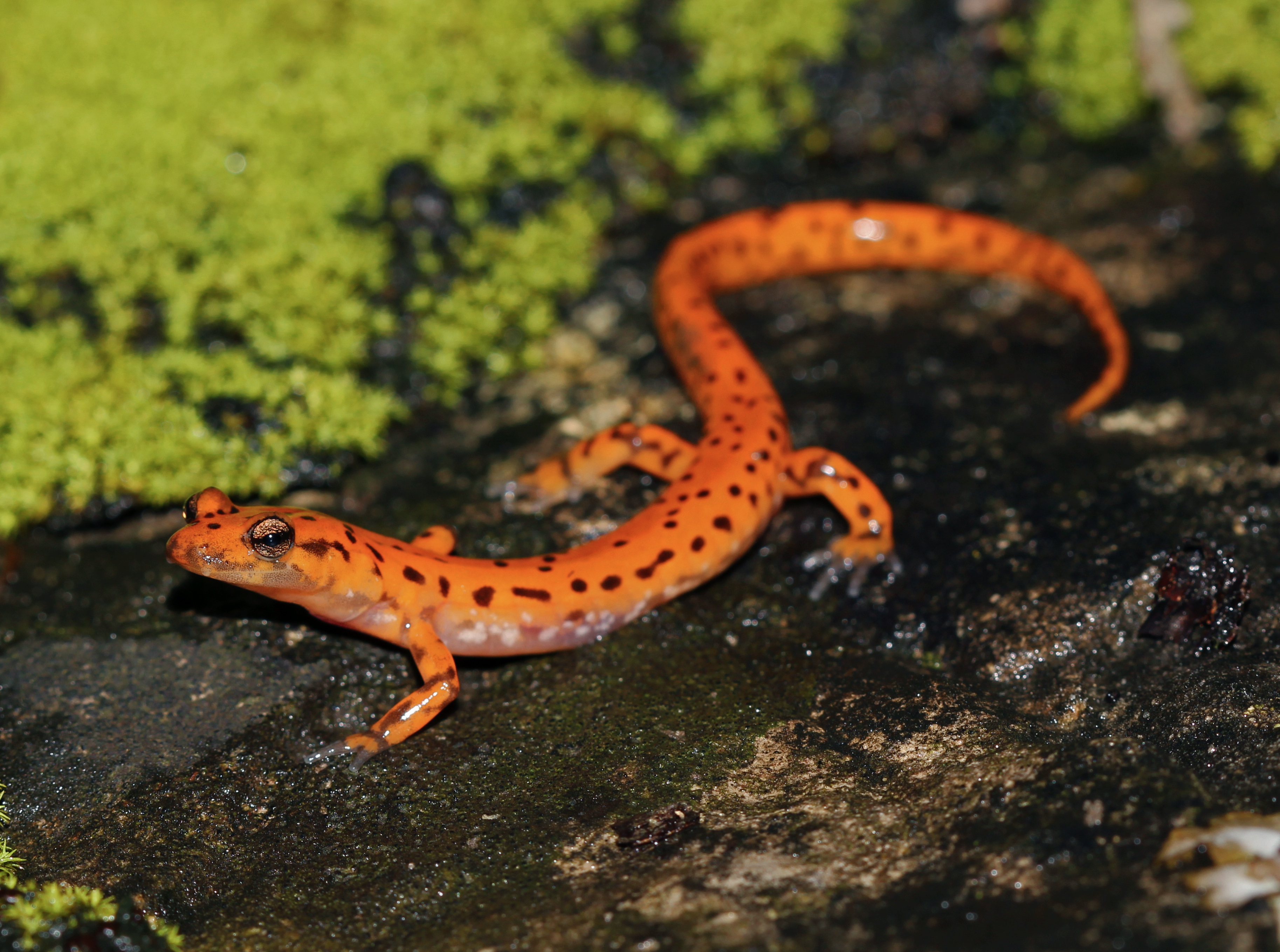
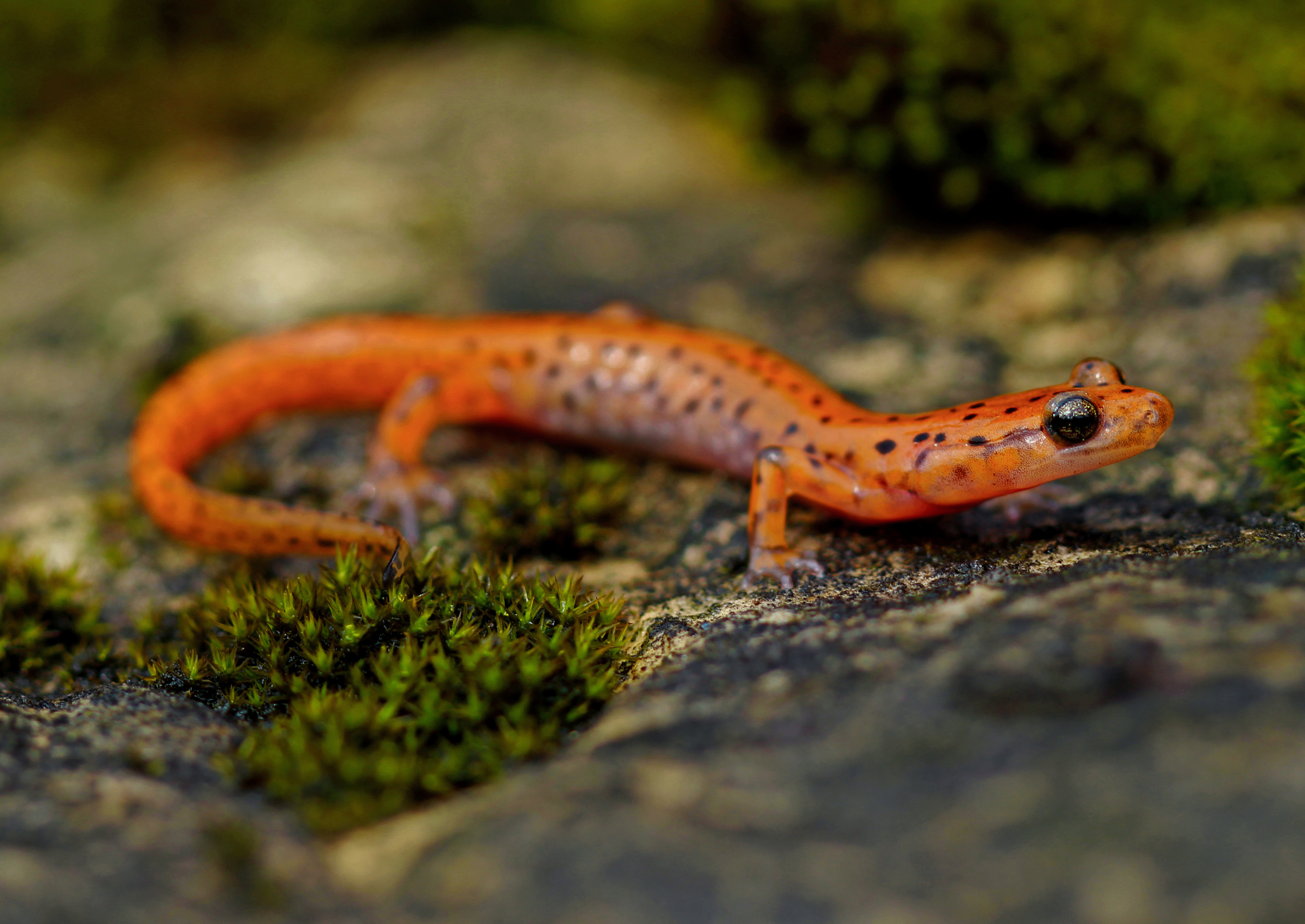
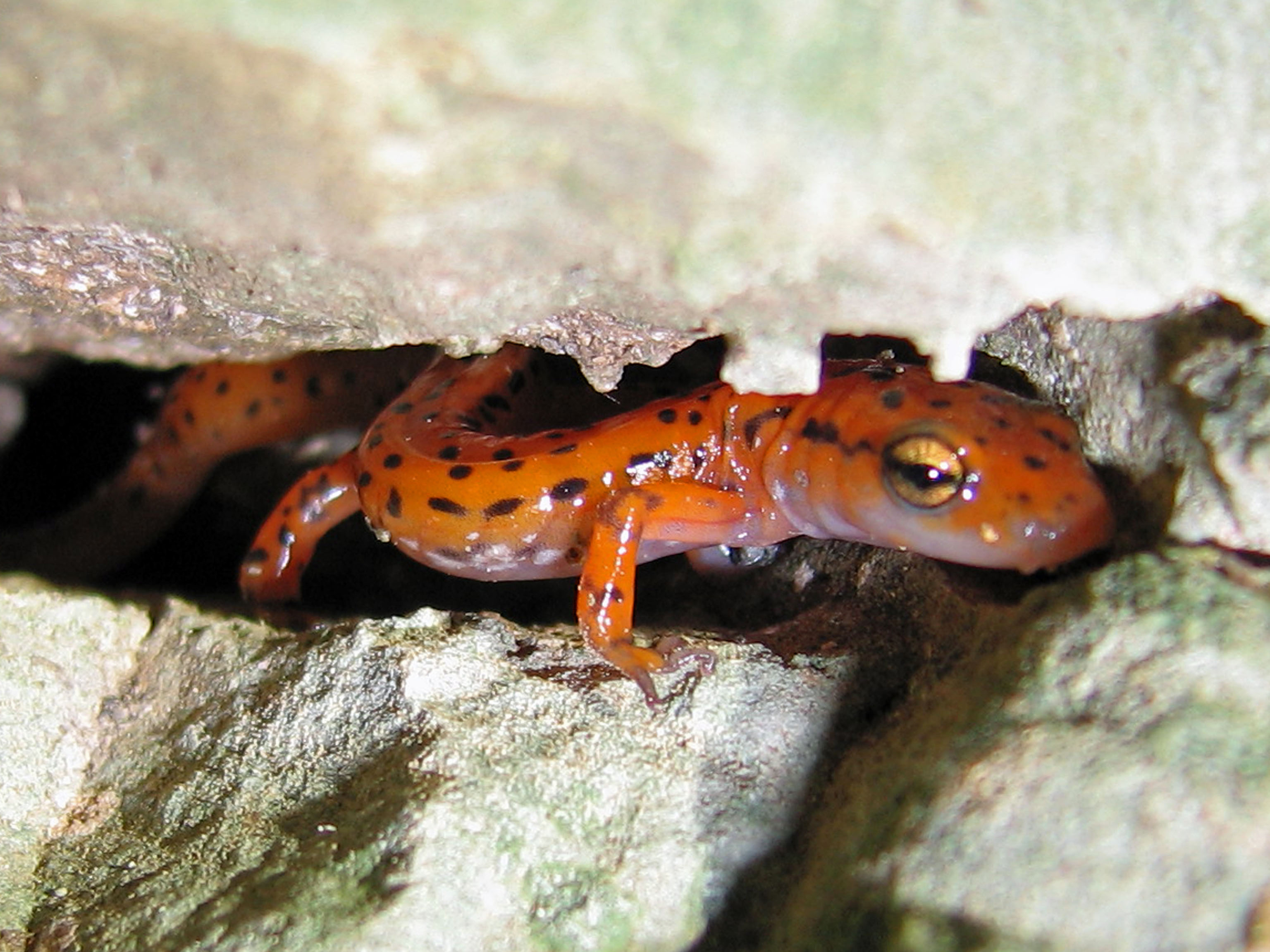
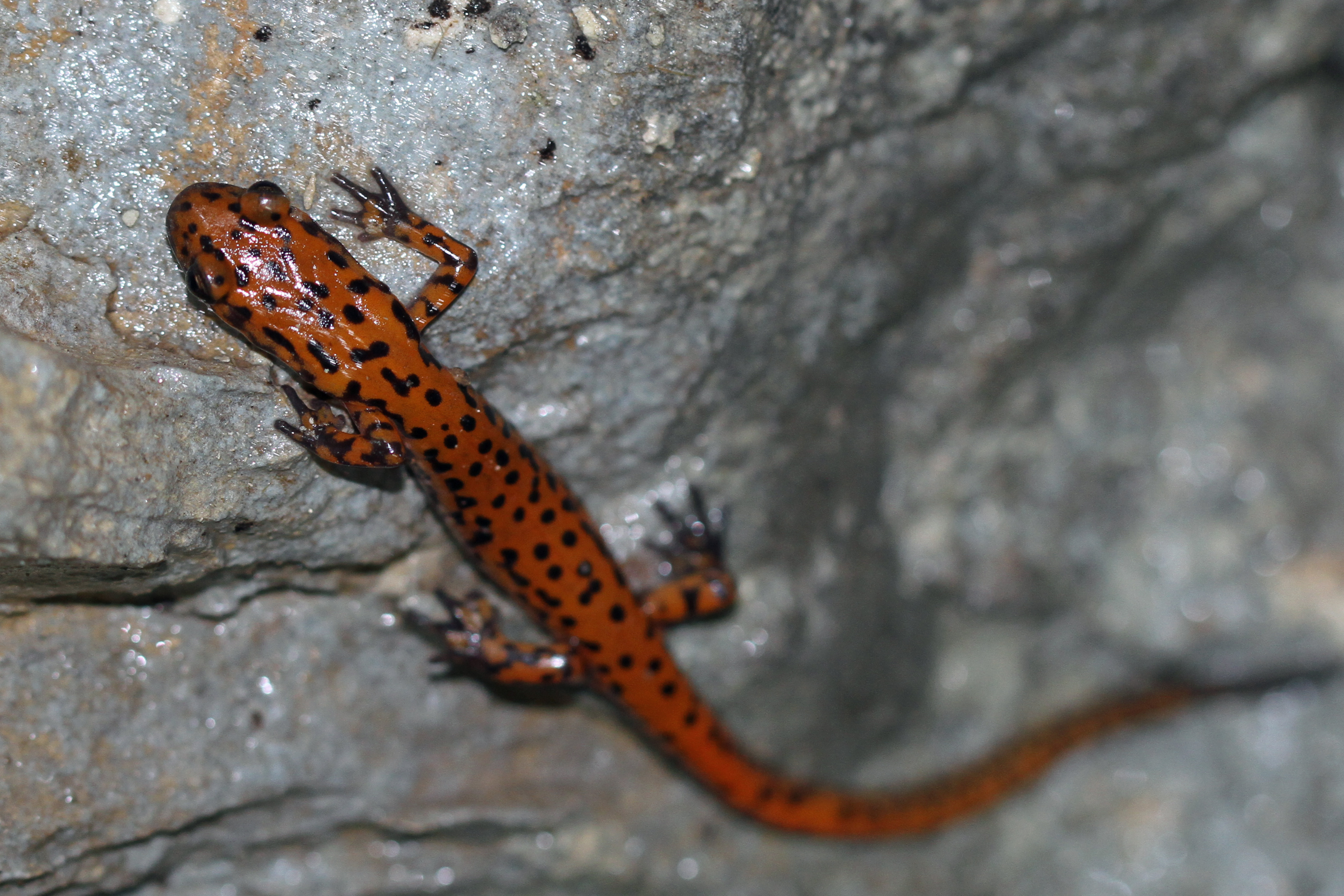
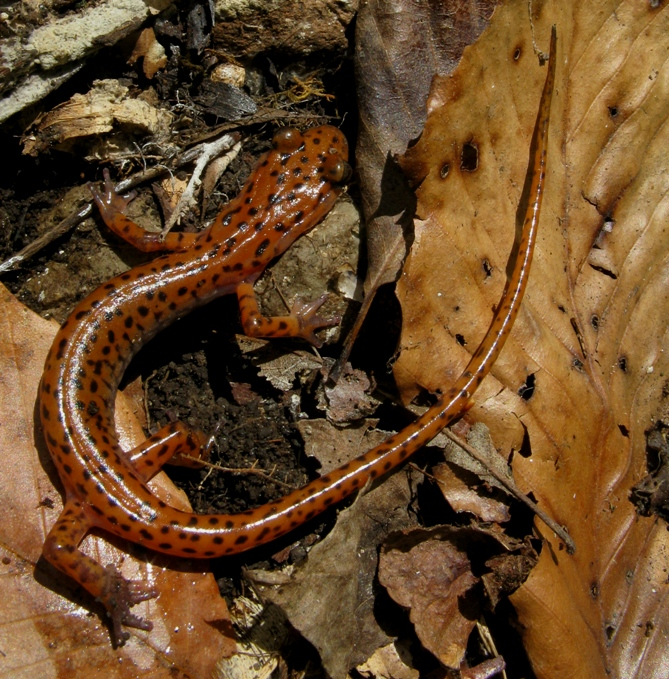